# Episodi di The Outer Limits (seconda stagione)
La seconda ed ultima stagione della serie televisiva The Outer Limits è andata in onda negli Stati Uniti d'America dal 19 settembre 1964 al 16 gennaio 1965 sul canale ABC.
| nº | Titolo originale              | Titolo italiano | Prima TV USA      | Prima TV Italia |
| -- | ----------------------------- | --------------- | ----------------- | --------------- |
| 1  | Soldier                       |                 | 19 settembre 1964 |                 |
| 2  | Cold Hands, Warm Heart        |                 | 26 settembre 1964 |                 |
| 3  | Behold, Eck!                  |                 | 3 ottobre 1964    |                 |
| 4  | Expanding Human               |                 | 10 ottobre 1964   |                 |
| 5  | Demon with a Glass Hand       |                 | 17 ottobre 1964   |                 |
| 6  | Cry of Silence                |                 | 24 ottobre 1964   |                 |
| 7  | The Invisible Enemy           |                 | 31 ottobre 1964   |                 |
| 8  | Wolf 359                      |                 | 7 novembre 1964   |                 |
| 9  | I, Robot                      |                 | 14 novembre 1964  |                 |
| 10 | * The Inheritors (Part 1)     |                 | 21 novembre 1964  |                 |
| 11 | The Inheritors (Part 2)       |                 | 28 novembre 1964  |                 |
| 12 | Keeper of the Purple Twilight |                 | 5 dicembre 1964   |                 |
| 13 | The Duplicate Man             |                 | 19 dicembre 1964  |                 |
| 14 | Counterweight                 |                 | 26 dicembre 1964  |                 |
| 15 | The Brain of Colonel Barham   |                 | 2 gennaio 1965    |                 |
| 16 | The Premonition               |                 | 9 gennaio 1965    |                 |
| 17 | The Probe                     |                 | 16 gennaio 1965   |                 |